# Petar Korunić
Petar Korunić (Smokvica, 6. srpnja 1939. – Zagreb, 7. kolovoza 2018.), hrvatski povjesničar.
Filozofski fakultet (studij povijesti i filozofije) završio je u Zagrebu. Više godina radi kao profesor u gimnazijama u Zagrebu i na Hvaru. 
Doktorirao 1981., a od 1971. radi na Odsjeku za povijest Filozofskog fakulteta u Zagrebu. Biran u sva znanstveno-nastavna zvanja do redovitog profesora.